# Paulo Marchiori Buss
Paulo Marchiori Buss (Jaguari, 25 de abril de 1949) é um médico brasileiro.
Foi eleito membro da Academia Nacional de Medicina em 2005, ocupando a Cadeira 44, que tem João Pizarro Gabizo como patrono.